# Surakiart Sathirathai
Surakiart Sathirathai (Thai: สุรเกียรติ์ เสถียรไทย) (Bangkok, 7 de junio de 1958). Político tailandés, es vice primer ministro encargado de Asuntos Exteriores, Educación y Cultura hasta el golpe de Estado en Tailandia en 2006.
Surakiart creció en Bangkok. Hijo de un oficial con destino en el Ministerio de Finanzas y de una madre profesora de literatura en la Universidad de Chulalongkorn, se graduó en derecho en dicha universidad y obtuvo dos Masters: en derecho por el Harvard Law School y otro también en Derecho y Diplomacia en el Fletcher School of Law and Diplomacy de la universidad Tufts. Fue el primer tailandés en obtener un doctorado en derecho en Harvard. Desde los años 80 a los 90 del siglo XX fue profesor en la Facultad de Derecho de Chulalongkorn.
En 1995 fue nombraddo Ministro de Finanzas bajo el gobierno de Banharn Silapa-Archa. Diseño la que es en la actualidad buena parte de la política económica y financiera de Tailandia. Posteriormente fue designado para el Consejo Asesor de Economía y Asuntos Exteriores del primer ministro Chavalit Yongchaiyuth. Ocupó más tarde la Presidencia del Instituto de Política Social y Económica, fundando más tarde un exitoso bufete de abogados.
En 2001 fue nombrado Ministro de Asuntos Exteriores por el primer ministro Thaksin Shinawatra. En 2005 fue nombrado además vice primer ministro y encargado de Asuntos Exteriores, Educación y Cultura.
En 2006, coincidiendo con la finalización del mandato de Kofi Annan, el Gobierno de Tailandia lo propuso como candidato para Secretario General de Naciones Unidas. A pesar de contar con apoyos entre ciertos países asiáticos, son muchos los opositores dentro de la propia Tailandia y de la Comisión Asiática de Derechos Humanos, entre otras cosas, por la controvertida gestión del primer ministro Thaksin salpicada por diversos escándalos. Retiró su candidatura a Secretario General de la ONU el 5 de octubre de 2006.
Durante el golpe de Estado del 19 de septiembre de 2006 se encontraba junto al depuesto primer ministro en la Asamblea General de Naciones Unidas. Después de que la Junta Militar disolviera el Thai Rak Thai de Thaksin y elaborase la constitución interina, en 2007 se integró en la nueva formación política de corte centrista, Por la Tierra Natal, que se presentó a las elecciones de 2007 quedando como tercera fuerza en número de votos y cuarta en número de escaños en la Cámara de Representantes.